# Олексіївка (Лебединська міська громада)
Олексі́ївка —  село в Україні, у Лебединській міській громаді Сумського району Сумської області. Населення становить 70 осіб. До 2020 орган місцевого самоврядування — Катеринівська сільська рада.

## Географія
Село Олексіївка знаходиться на відстані 1 км від правого берега річки Грунь, на протилежному березі розташоване село Грунь. За 1,5 км від села розташоване село Катеринівка. По селу протікає пересихаючий струмок.

## Історія
12 червня 2020 року, відповідно до Розпорядження Кабінету Міністрів України № 723-р «Про визначення адміністративних центрів та затвердження територій територіальних громад Сумської області» увійшло до складу Лебединської міської громади.
19 липня 2020 року, після ліквідації Лебединського району, село увійшло до Сумського району.